# Happy Human

Logotipo da União Internacional Ética e Humanista

O Happy Human (pt: Ser humano feliz) é um ícone e o símbolo oficial da União Internacional Ética e Humanista (IHEU), órgão mundial das organizações Humanistas, e tem sido adotado por muitos indivíduos e organizações humanistas em todo o mundo. Sua origem foi um concurso organizado em 1965 pela Associação Humanista Britânica para encontrar um símbolo para si mesmo. O projeto vencedor foi criado por Denis Barrington cujos desenhos originais estão no arquivo BHA no Bishopsgate Institute em Londres.
A marca é mantida pela Associação Humanista Britânica, que licencia livremente uso do símbolo a organizações humanistas em todo o mundo. Muitas organizações humanistas usar o símbolo ou uma versão adaptada do mesmo.

## As organizações que utilizam o logotipo
- American Humanist Association
- Youth Humanist[1]
- Associação Humanista Britânica
- Humanist Association of Canada
- Society of Ontario Freethinkers[2]
- Council of Australian Humanist Societies (CAHS)
- Federação Humanista Europeia
- Human-Etisk Forbund (Norway)
- Humanistisk Ungdom (Norwegian Humanist Youth)
- Humanist Association of Ireland
- Humanist Society of New Zealand
- Humanist Society of Scotland
- Humanisterna (Sweden)
- Humanisty (Israel; site in Hebrew)[3]
- Indian Humanist Union
- Institute for Humanist Studies
- International Humanist and Ethical Union
- União Italiana dos Ateus e Agnósticos Racionalistas
- Sidmennt|Siðmennt (Iceland)
- Arab Open University

## As organizações que utilizam símbolos semelhantes
- Conselho para o Humanismo Secular
- Institute for Humane Studies